# 財務大臣 (日本)
財務大臣（ざいむだいじん、英: Minister of Finance）は、日本の財務省の長および主任の大臣たる国務大臣。日本語略称は財務相（ざいむしょう）。予算、税制、税関、国庫、国債、財政投融資、国有財産、通貨、政策金融などを所管する。
また、大蔵大臣（おおくらだいじん、英: Minister of Finance）は、かつて日本の大蔵省の長および主任の大臣であった国務大臣である。日本語略称は大蔵相（おおくらしょう）、蔵相（ぞうしょう）。財務大臣の前身にあたる。1998年（平成10年）6月22日までは金融制度・証券取引制度の調査・企画立案、銀行業の監督といった金融行政をも所管していた。なお、2022年10月11日に最後の「大蔵大臣」経験の存命者であった松永光が死去したことにより、大蔵大臣経験者は全員物故者となった。

## 概説
1869年8月（旧暦：明治2年7月）、太政官制下で大蔵省の長として大蔵卿が設置され、初代大蔵卿に松平慶永が就任した。掌るところは金穀・出納・秩禄・造幣・営繕・用度とされた。大蔵との民部省の合併に伴い、民部卿との兼任制となり、内政・財政に関わる強大な権限を掌握した。1871年9月（明治4年8月）の大蔵省職制では、職掌は省内官員を統率して事務を総判することとされ、具体的には全国の民政および財政を取り扱うとされた。1885年（明治18年）12月の内閣制創設に伴い、大蔵卿は廃止され、職掌は大蔵大臣へと継承され、近代国家の確立とともに次第に権能が移管・整理された。
1998年（平成10年）6月に「財政と金融行政（≠金融政策）との分離」（いわゆる「財金分離」）が行われ、大蔵省の所掌事務のうち金融行政に関するものが金融監督庁（後に金融庁に改組）に移管され、金融行政も金融再生担当大臣（金融再生委員会発足後は金融再生委員会委員長）が担当することとなった。その後、2001年（平成13年）1月6日には中央省庁再編により、大蔵省は財務省に改称された。大蔵大臣は財務大臣となり、初代財務大臣には元大蔵官僚にして元内閣総理大臣の宮澤喜一が大蔵大臣より引き続き就任した。また、金融行政は内閣府特命担当大臣（金融担当）（旧金融担当大臣）が担当している（財務大臣と兼務する場合もある）。
日本電信電話株式会社、東京地下鉄株式会社など国有株式の所有者の名義は、日本国政府や財務省ではなく、行政庁としての「財務大臣」となっている。
予算編成や税の徴収を担う大蔵省・財務省の長であることから、大蔵大臣・財務大臣は最重要閣僚ポストの一つとされており、任務の重要性から有力政治家が就任するのが一般的で、大蔵大臣・財務大臣経験後に内閣総理大臣となった者も多い。また、高橋是清、宮澤喜一、麻生太郎のように、内閣総理大臣経験者が就任する例もある。

## 財務大臣表彰
財務省では、善良な納税者および「納税思想」の普及に功績のある団体、個人に対して「納税表彰」を実施しており、納税表彰の最高位にあるのが財務大臣表彰である。

## 歴代大臣一覧
以下では、大蔵省または財務省の長として、近現代日本の財政責任を負った歴代の人物を挙げる。

### 民部・大蔵卿
- 太政官制下の大蔵卿。最初の二名は民部卿も兼ねた。
- 明治5年12月2日（1872年12月31日）までの日付は、カッコ内に西暦による日付を示した。
- 太字は内閣総理大臣経験者。

| 代 | 氏名 | 氏名       | 在任期間 | 出身母体     |
| -- | ---- | ---------- | --- | ------------ |
| 1  |      | 松平慶永   | 明治2年8月11日＊（1869年9月16日） ‐ 明治2年8月24日（1869年9月29日） ＊民部卿としては7月8日から。                                       | 前福井藩主   |
| 2  |      | 伊達宗城   | 明治2年9月12日（1869年10月16日） ‐ 明治4年4月27日（1871年6月14日）※ ※民部卿としては明治3年（1870年）7月10日まで。                      | 前宇和島藩主 |
| -  |      | 大木喬任   | 明治3年（1870年）7月10日 ‐ 明治4年7月27日（1871年9月11日）◆ ・3代目（最後）の民部卿。                                                  | 肥前閥       |
| 3  |      | 大久保利通 | 明治4年6月27日（1871年8月13日） ‐ 1873年（明治6年）10月12日 ◆在任中の明治4年7月27日（1871年9月11日）に民部省は大蔵省に合併されて廃止。 | 薩摩閥       |
| 4  |      | 大隈重信   | 1873年（明治6年）10月25日 ‐ 1880年（明治13年）2月28日                                                                                  | 肥前閥       |
| 5  |      | 佐野常民   | 1880年（明治13年）2月28日 ‐ 1881年（明治14年）10月21日                                                                                 | 肥前閥       |
| 6  |      | 松方正義   | 1881年（明治14年）10月21日 ‐ 1885年（明治18年）12月22日                                                                                | 薩摩閥       |

### 大蔵大臣（旧憲法下）
- 大日本帝国憲法下の大蔵大臣。
- （兼）は兼任、（臨兼）は臨時兼任、（事）は事務取扱。
- 太字は内閣総理大臣経験者。

| 大蔵大臣（大蔵省官制（明治19年3月1日勅令第2号）） | 大蔵大臣（大蔵省官制（明治19年3月1日勅令第2号）） | 大蔵大臣（大蔵省官制（明治19年3月1日勅令第2号）） | 大蔵大臣（大蔵省官制（明治19年3月1日勅令第2号））  | 大蔵大臣（大蔵省官制（明治19年3月1日勅令第2号））      | 大蔵大臣（大蔵省官制（明治19年3月1日勅令第2号）） |
| 代                                                | 氏名                                              | 氏名                                              | 内閣                                               | 在任期間                                               | 出身母体                                          |
| ------------------------------------------------- | ------------------------------------------------- | ------------------------------------------------- | -------------------------------------------------- | ------------------------------------------------------ | ------------------------------------------------- |
| 1                                                 |                                                   | 松方正義                                          | 第1次伊藤内閣 黒田内閣 第1次山縣内閣 第1次松方内閣 | 1885年（明治18年）12月22日 ‐ 1892年（明治25年）8月8日  | 薩摩閥                                            |
| 2                                                 |                                                   | 渡辺国武                                          | 第2次伊藤内閣                                      | 1892年（明治25年）8月8日 ‐ 1895年（明治28年）3月17日   | 薩摩閥                                            |
| 3                                                 |                                                   | 松方正義（兼）                                    | 第2次伊藤内閣                                      | 1895年（明治28年）3月17日 ‐ 1895年（明治28年）8月27日  | 薩摩閥                                            |
| 4                                                 |                                                   | 渡辺国武                                          | 第2次伊藤内閣                                      | 1895年（明治28年）8月27日 ‐ 1896年（明治29年）9月18日  | 薩摩閥                                            |
| 5                                                 |                                                   | 松方正義（兼）                                    | 第2次松方内閣                                      | 1896年（明治29年）9月18日 ‐ 1898年（明治31年）1月12日  | 薩摩閥                                            |
| 6                                                 |                                                   | 井上馨                                            | 第3次伊藤内閣                                      | 1898年（明治31年）1月12日 ‐ 1898年（明治31年）6月30日  | 長州閥                                            |
| 7                                                 |                                                   | 松田正久                                          | 第1次大隈内閣                                      | 1898年（明治31年）6月30日 ‐ 1898年（明治31年）11月8日  | 憲政党                                            |
| 8                                                 |                                                   | 松方正義                                          | 第2次山縣内閣                                      | 1898年（明治31年）11月8日 ‐ 1900年（明治33年）10月19日 | 薩摩閥                                            |
| 9                                                 |                                                   | 渡辺国武                                          | 第4次伊藤内閣                                      | 1900年（明治33年）10月19日 ‐ 1901年（明治34年）5月14日 | 政友会                                            |
| -                                                 |                                                   | 西園寺公望（臨兼）                                | 第4次伊藤内閣                                      | 1901年（明治34年）5月14日 ‐ 1901年（明治34年）6月2日   | 政友会                                            |
| 10                                                |                                                   | 曾禰荒助                                          | 第1次桂内閣                                        | 1901年（明治34年）6月2日 ‐ 1906年（明治39年）1月7日    | 長州閥                                            |
| 11                                                |                                                   | 阪谷芳郎                                          | 第1次西園寺内閣                                    | 1906年（明治39年）1月7日 ‐ 1908年（明治41年）1月14日   | 大蔵省                                            |
| 12                                                |                                                   | 松田正久                                          | 第1次西園寺内閣                                    | 1908年（明治41年）1月14日 ‐ 1908年（明治41年）7月14日  | 政友会                                            |
| 13                                                |                                                   | 桂太郎（兼）                                      | 第2次桂内閣                                        | 1908年（明治41年）7月14日 ‐ 1911年（明治44年）8月30日  | 長州閥                                            |
| 14                                                |                                                   | 山本達雄                                          | 第2次西園寺内閣                                    | 1911年（明治44年）8月30日 ‐ 1912年（大正元年）12月21日 | 財界（日銀総裁→勧銀総裁）                         |
| 15                                                |                                                   | 若槻禮次郎                                        | 第3次桂内閣                                        | 1912年（大正元年）12月21日 ‐ 1913年（大正2年）2月20日  | 大蔵省→貴族院茶話会                               |
| 16                                                |                                                   | 高橋是清                                          | 第1次山本内閣                                      | 1913年（大正2年）2月20日 ‐ 1914年（大正3年）4月16日    | 政友会                                            |
| 17                                                |                                                   | 若槻禮次郎                                        | 第2次大隈内閣                                      | 1914年（大正3年）4月16日 ‐ 1915年（大正4年）8月10日    | 貴族院茶話会                                      |
| 18                                                |                                                   | 武富時敏                                          | 第2次大隈内閣                                      | 1915年（大正4年）8月10日 ‐ 1916年（大正5年）10月9日    | 立憲同志会                                        |
| 19                                                |                                                   | 寺内正毅（兼）                                    | 寺内内閣                                           | 1916年（大正5年）10月9日 ‐ 1916年（大正5年）12月16日   | 長州閥                                            |
| 20                                                |                                                   | 勝田主計                                          | 寺内内閣                                           | 1916年（大正5年）12月16日 ‐ 1918年（大正7年）9月29日   | 貴族院研究会                                      |
| 21                                                |                                                   | 高橋是清                                          | 原内閣 高橋内閣                                    | 1918年（大正7年）9月29日 ‐ 1922年（大正11年）6月12日   | 政友会                                            |
| 22                                                |                                                   | 市来乙彦                                          | 加藤友三郎内閣                                     | 1922年（大正11年）6月12日 ‐ 1923年（大正12年）9月2日   | 大蔵次官→貴族院研究会                             |
| 23                                                |                                                   | 井上準之助                                        | 第2次山本内閣                                      | 1923年（大正12年）9月2日 ‐ 1924年（大正13年）1月7日    | 日銀総裁→貴族院無所属                             |
| 24                                                |                                                   | 勝田主計                                          | 清浦内閣                                           | 1924年（大正13年）1月7日 ‐ 1924年（大正13年）6月11日   | 貴族院研究会                                      |
| 25                                                |                                                   | 濱口雄幸                                          | 加藤高明内閣 第1次若槻内閣                         | 1924年（大正13年）6月11日 ‐ 1926年（大正15年）6月3日   | 憲政会                                            |
| 26                                                |                                                   | 早速整爾                                          | 第1次若槻内閣                                      | 1926年（大正15年）6月3日 ‐ 1926年（大正15年）9月19日   | 憲政会                                            |
| 27                                                |                                                   | 片岡直温                                          | 第1次若槻内閣                                      | 1926年（大正15年）9月19日 ‐ 1927年（昭和2年）4月20日   | 憲政会                                            |
| 28                                                |                                                   | 高橋是清                                          | 田中義一内閣                                       | 1927年（昭和2年）4月20日 ‐ 1927年（昭和2年）6月2日     | 政友会                                            |
| 29                                                |                                                   | 三土忠造                                          | 田中義一内閣                                       | 1927年（昭和2年）6月2日 ‐ 1929年（昭和4年）7月2日      | 政友会                                            |
| 30                                                |                                                   | 井上準之助                                        | 濱口内閣 第2次若槻内閣                             | 1929年（昭和4年）7月2日 ‐ 1931年（昭和6年）12月13日    | 立憲民政党                                        |
| 31                                                |                                                   | 高橋是清                                          | 犬養内閣 齋藤内閣                                  | 1931年（昭和6年）12月13日 ‐ 1934年（昭和9年）7月8日    | 政友会                                            |
| 32                                                |                                                   | 藤井真信                                          | 岡田内閣                                           | 1934年（昭和9年）7月8日 ‐ 1934年（昭和9年）11月27日    | 大蔵次官                                          |
| 33                                                |                                                   | 高橋是清                                          | 岡田内閣                                           | 1934年（昭和9年）11月27日 ‐ 1936年（昭和11年）2月27日  | 政友会                                            |
| 34                                                |                                                   | 町田忠治（兼）                                    | 岡田内閣                                           | 1936年（昭和11年）2月27日 ‐ 1936年（昭和11年）3月9日   | 民政党                                            |
| 35                                                |                                                   | 馬場鍈一                                          | 廣田内閣                                           | 1936年（昭和11年）3月9日 ‐ 1937年（昭和12年）2月2日    | 勧銀総裁→貴族院研究会                             |
| 36                                                |                                                   | 結城豊太郎                                        | 林内閣                                             | 1937年（昭和12年）2月2日 ‐ 1937年（昭和12年）6月4日    | 財界（興銀総裁→日商会頭）                         |
| 37                                                |                                                   | 賀屋興宣                                          | 第1次近衛内閣                                      | 1937年（昭和12年）6月4日 ‐ 1938年（昭和13年）5月26日   | 大蔵次官                                          |
| 38                                                |                                                   | 池田成彬                                          | 第1次近衛内閣                                      | 1938年（昭和13年）5月26日 ‐ 1939年（昭和14年）1月5日   | 財界（三井合名理事→日銀総裁）                     |
| 39                                                |                                                   | 石渡荘太郎                                        | 平沼内閣                                           | 1939年（昭和14年）1月5日 ‐ 1939年（昭和14年）8月30日   | 大蔵次官                                          |
| 40                                                |                                                   | 青木一男                                          | 阿部内閣                                           | 1939年（昭和14年）8月30日 ‐ 1940年（昭和15年）1月16日  | 大蔵省局長→企画院総裁→貴族院研究会                |
| 41                                                |                                                   | 櫻内幸雄                                          | 米内内閣                                           | 1940年（昭和15年）1月16日 ‐ 1940年（昭和15年）7月22日  | 民政党                                            |
| 42                                                |                                                   | 河田烈                                            | 第2次近衛内閣                                      | 1940年（昭和15年）7月22日 ‐ 1941年（昭和16年）7月18日  | 大蔵次官→貴族院研究会                             |
| 43                                                |                                                   | 小倉正恒                                          | 第3次近衛内閣                                      | 1941年（昭和16年）7月18日 ‐ 1941年（昭和16年）10月18日 | 財界（住友総理事→貴族院研究会）                   |
| 44                                                |                                                   | 賀屋興宣                                          | 東條内閣                                           | 1941年（昭和16年）10月18日 ‐ 1944年（昭和19年）2月19日 | 元蔵相                                            |
| 45                                                |                                                   | 石渡荘太郎                                        | 東條内閣 小磯内閣                                  | 1944年（昭和19年）2月19日 ‐ 1945年（昭和20年）2月21日  | 元蔵相→貴族院研究会                               |
| 46                                                |                                                   | 津島寿一                                          | 小磯内閣                                           | 1945年（昭和20年）2月21日 ‐ 1945年（昭和20年）4月7日   | 大蔵次官→日銀副総裁→北支那開発総裁                |
| 47                                                |                                                   | 広瀬豊作                                          | 鈴木貫太郎内閣                                     | 1945年（昭和20年）4月7日 ‐ 1945年（昭和20年）8月17日   | 大蔵次官→弁護士→南方軍軍政顧問                    |
| 48                                                |                                                   | 津島寿一                                          | 東久邇宮内閣                                       | 1945年（昭和20年）8月17日 ‐ 1945年（昭和20年）10月9日  | 元蔵相                                            |
| 49                                                |                                                   | 渋沢敬三                                          | 幣原内閣                                           | 1945年（昭和20年）10月9日 ‐ 1946年（昭和21年）5月22日  | 財界（渋沢家当主→第一銀行→日銀総裁）              |
| 50                                                |                                                   | 石橋湛山                                          | 第1次吉田内閣                                      | 1946年（昭和21年）5月22日 ‐ 1947年（昭和22年）5月24日  | 財界（東洋経済新報主幹・社長）                    |

### 大蔵大臣（新憲法下）
- 日本国憲法下の大蔵大臣。
- （兼）は内閣総理大臣との兼任、（臨代）は臨時代理、（事）は事務取扱。
- 太字は内閣総理大臣経験者。

| 大蔵大臣（大蔵省設置法（昭和24年法律第144号）） | 大蔵大臣（大蔵省設置法（昭和24年法律第144号））                   | 大蔵大臣（大蔵省設置法（昭和24年法律第144号））       | 大蔵大臣（大蔵省設置法（昭和24年法律第144号））                                    | 大蔵大臣（大蔵省設置法（昭和24年法律第144号））         | 大蔵大臣（大蔵省設置法（昭和24年法律第144号）） |
| 代                                              | 氏名                                                              | 氏名                                                  | 内閣                                                                               | 在任期間                                                | 出身母体等                                      |
| ----------------------------------------------- | ----------------------------------------------------------------- | ----------------------------------------------------- | ---------------------------------------------------------------------------------- | ------------------------------------------------------- | ----------------------------------------------- |
| -                                               |                                                                   | 片山哲（臨代）                                        | 片山内閣                                                                           | 1947年（昭和22年）5月24日 ‐ 1947年（昭和22年）6月1日    | 日本社会党                                      |
| 51                                              |                                                                   | 矢野庄太郎                                            | 片山内閣                                                                           | 1947年（昭和22年）6月1日 ‐ 1947年（昭和22年）6月25日    | 民主党                                          |
| 52                                              |                                                                   | 栗栖赳夫                                              | 片山内閣                                                                           | 1947年（昭和22年）6月25日 ‐ 1948年（昭和23年）3月10日   | 参議院緑風会                                    |
| 53                                              |                                                                   | 北村徳太郎                                            | 芦田内閣                                                                           | 1948年（昭和23年）3月10日 ‐ 1948年（昭和23年）10月15日  | 民主党                                          |
| -                                               |                                                                   | 吉田茂（事）                                          | 第2次吉田内閣                                                                      | 1948年（昭和23年）10月15日 ‐ 1948年（昭和23年）10月19日 | 民主自由党                                      |
| 54                                              |                                                                   | 泉山三六                                              | 第2次吉田内閣                                                                      | 1948年（昭和23年）10月19日 ‐ 1948年（昭和23年）12月14日 | 民主自由党                                      |
| -                                               |                                                                   | 大屋晋三（臨代）                                      | 第2次吉田内閣                                                                      | 1948年（昭和23年）12月14日 ‐ 1949年（昭和24年）2月16日  | 民主自由党                                      |
| 55                                              |                                                                   | 池田勇人                                              | 第3次吉田内閣 第3次吉田第1次改造内閣 第3次吉田第2次改造内閣 第3次吉田第3次改造内閣 | 1949年（昭和24年）2月16日 ‐ 1952年（昭和27年）10月30日  | 民主自由党 →自由党                              |
| 56                                              |                                                                   | 向井忠晴                                              | 第4次吉田内閣                                                                      | 1952年（昭和27年）10月30日 ‐ 1953年（昭和28年）5月21日  | 民間（三井合名理事→貿易庁長官）                 |
| 57                                              |                                                                   | 小笠原三九郎                                          | 第5次吉田内閣                                                                      | 1953年（昭和28年）5月21日 ‐ 1954年（昭和29年）12月10日  | 自由党                                          |
| 58                                              |                                                                   | 一万田尚登                                            | 第1次鳩山一郎内閣                                                                  | 1954年（昭和29年）12月10日 ‐ 1955年（昭和30年）3月19日  | 民間（日銀総裁）                                |
| 59                                              | 第2次鳩山一郎内閣                                                 | 一万田尚登                                            | 1955年（昭和30年）3月19日 ‐ 1955年（昭和30年）11月22日                             | 日本民主党 → 自由民主党                                 |                                                 |
| 60                                              | 第3次鳩山一郎内閣                                                 | 一万田尚登                                            | 1955年（昭和30年）11月22日 ‐ 1956年（昭和31年）12月23日                            | 日本民主党 → 自由民主党                                 |                                                 |
| 61                                              |                                                                   | 池田勇人                                              | 石橋内閣                                                                           | 1956年（昭和31年）12月23日 ‐ 1957年（昭和32年）2月25日  | 自由民主党                                      |
| 62                                              | 第1次岸内閣                                                       | 池田勇人                                              | 1957年（昭和32年）2月25日 ‐ 1957年（昭和32年）7月10日                              |                                                         | 自由民主党                                      |
| 63                                              |                                                                   | 一万田尚登                                            | 第1次岸改造内閣                                                                    | 1957年（昭和32年）7月10日 ‐ 1958年（昭和33年）6月12日   | 自由民主党                                      |
| 64                                              |                                                                   | 佐藤栄作                                              | 第2次岸内閣 第2次岸改造内閣                                                        | 1958年（昭和33年）6月12日 ‐ 1960年（昭和35年）7月19日   | 自由民主党                                      |
| 65                                              |                                                                   | 水田三喜男                                            | 第1次池田内閣                                                                      | 1960年（昭和35年）7月19日 ‐ 1960年（昭和35年）12月8日   | 自由民主党                                      |
| 66                                              | 第2次池田内閣 第2次池田第1次改造内閣                              | 水田三喜男                                            | 1960年（昭和35年）12月8日 ‐ 1962年（昭和37年）7月18日                              |                                                         | 自由民主党                                      |
| 67                                              |                                                                   | 田中角栄                                              | 第2次池田第2次改造内閣 第2次池田第3次改造内閣                                      | 1962年（昭和37年）7月18日 ‐ 1963年（昭和38年）12月9日   | 自由民主党                                      |
| 68                                              | 第3次池田内閣 第3次池田改造内閣                                   | 田中角栄                                              | 1963年（昭和38年）12月9日 ‐ 1964年（昭和39年）11月9日                              |                                                         | 自由民主党                                      |
| 69                                              | 第1次佐藤内閣                                                     | 田中角栄                                              | 1964年（昭和39年）11月9日 ‐ 1965年（昭和40年）6月3日                               |                                                         | 自由民主党                                      |
| 70                                              |                                                                   | 福田赳夫                                              | 第1次佐藤第1次改造内閣 第1次佐藤第2次改造内閣                                      | 1965年（昭和40年）6月3日 ‐ 1966年（昭和41年）12月3日    | 自由民主党                                      |
| 71                                              |                                                                   | 水田三喜男                                            | 第1次佐藤第3次改造内閣                                                             | 1966年（昭和41年）12月3日 ‐ 1967年（昭和42年）2月17日   | 自由民主党                                      |
| 72                                              | 第2次佐藤内閣 第2次佐藤第1次改造内閣                              | 水田三喜男                                            | 1967年（昭和42年）2月17日 ‐ 1968年（昭和43年）11月30日                             |                                                         | 自由民主党                                      |
| 73                                              |                                                                   | 福田赳夫                                              | 第2次佐藤第2次改造内閣                                                             | 1968年（昭和43年）11月30日 ‐ 1970年（昭和45年）1月14日  | 自由民主党                                      |
| 74                                              | 第3次佐藤内閣                                                     | 福田赳夫                                              | 1970年（昭和45年）1月14日 ‐ 1971年（昭和46年）7月5日                               |                                                         | 自由民主党                                      |
| 75                                              |                                                                   | 水田三喜男                                            | 第3次佐藤改造内閣                                                                  | 1971年（昭和46年）7月5日 ‐ 1972年（昭和47年）7月7日     | 自由民主党                                      |
| 76                                              |                                                                   | 植木庚子郎                                            | 第1次田中角栄内閣                                                                  | 1972年（昭和47年）7月7日 ‐ 1972年（昭和47年）12月22日   | 自由民主党                                      |
| 77                                              |                                                                   | 愛知揆一                                              | 第2次田中角栄内閣                                                                  | 1972年（昭和47年）12月22日 ‐ 1973年（昭和48年）11月23日 | 自由民主党                                      |
| -                                               |                                                                   | 田中角栄（臨代）                                      | 第2次田中角栄内閣                                                                  | 1973年（昭和48年）11月23日 ‐ 1973年（昭和48年）11月25日 | 自由民主党                                      |
| 78                                              |                                                                   | 福田赳夫                                              | 第2次田中角栄第1次改造内閣                                                         | 1973年（昭和48年）11月25日 ‐ 1974年（昭和49年）7月16日  | 自由民主党                                      |
| 79                                              |                                                                   | 大平正芳                                              | 第2次田中角栄第1次改造内閣                                                         | 1974年（昭和49年）7月16日 ‐ 1974年（昭和49年）11月11日  | 自由民主党                                      |
| 79                                              | 第2次田中角栄第2次改造内閣                                        | 大平正芳                                              | 1974年（昭和49年）11月11日 ‐ 1974年（昭和49年）12月9日                             |                                                         | 自由民主党                                      |
| 80                                              | 三木内閣 三木改造内閣                                             | 大平正芳                                              | 1974年（昭和49年）12月9日 ‐ 1976年（昭和51年）12月24日                             |                                                         | 自由民主党                                      |
| 81                                              |                                                                   | 坊秀男                                                | 福田赳夫内閣                                                                       | 1976年（昭和51年）12月24日 ‐ 1977年（昭和52年）11月28日 | 自由民主党                                      |
| 82                                              |                                                                   | 村山達雄                                              | 福田赳夫改造内閣                                                                   | 1977年（昭和52年）11月28日 ‐ 1978年（昭和53年）12月7日  | 自由民主党                                      |
| 83                                              |                                                                   | 金子一平                                              | 第1次大平内閣                                                                      | 1978年（昭和53年）12月7日 ‐ 1979年（昭和54年）11月9日   | 自由民主党                                      |
| 84                                              |                                                                   | 竹下登                                                | 第2次大平内閣                                                                      | 1979年（昭和54年）11月9日 ‐ 1980年（昭和55年）7月17日   | 自由民主党                                      |
| 85                                              |                                                                   | 渡辺美智雄                                            | 鈴木善幸内閣 鈴木善幸改造内閣                                                      | 1980年（昭和55年）7月17日 ‐ 1982年（昭和57年）11月27日  | 自由民主党                                      |
| 86                                              |                                                                   | 竹下登                                                | 第1次中曽根内閣                                                                    | 1982年（昭和57年）11月27日 ‐ 1983年（昭和58年）12月27日 | 自由民主党                                      |
| 87                                              | 第2次中曽根内閣 第2次中曽根第1次改造内閣 第2次中曽根第2次改造内閣 | 竹下登                                                | 1983年（昭和58年）12月27日 ‐ 1986年（昭和61年）7月22日                             |                                                         | 自由民主党                                      |
| 88                                              |                                                                   | 宮澤喜一                                              | 第3次中曽根内閣                                                                    | 1986年（昭和61年）7月22日 ‐ 1987年（昭和62年）11月6日   | 自由民主党                                      |
| 89                                              | 竹下内閣                                                          | 宮澤喜一                                              | 1987年（昭和62年）11月6日 ‐ 1988年（昭和63年）12月9日                              |                                                         | 自由民主党                                      |
| 90                                              | 竹下内閣                                                          |                                                       | 竹下登（兼）                                                                       | 1988年（昭和63年）12月9日 ‐ 1988年（昭和63年）12月24日  | 自由民主党                                      |
| 91                                              | 竹下内閣                                                          |                                                       | 村山達雄                                                                           | 1988年（昭和63年）12月24日 ‐ 1988年（昭和63年）12月27日 | 自由民主党                                      |
| 91                                              | 竹下改造内閣                                                      | 1988年（昭和63年）12月27日 ‐ 1989年（平成元年）6月3日 | 村山達雄                                                                           |                                                         | 自由民主党                                      |
| 92                                              | 宇野内閣                                                          | 1989年（平成元年）6月3日 ‐ 1989年（平成元年）8月10日  | 村山達雄                                                                           |                                                         | 自由民主党                                      |
| 93                                              |                                                                   | 橋本龍太郎                                            | 第1次海部内閣                                                                      | 1989年（平成元年）8月10日 ‐ 1990年（平成2年）2月28日    | 自由民主党                                      |
| 94                                              | 第2次海部内閣                                                     | 橋本龍太郎                                            | 1990年（平成2年）2月28日 ‐ 1990年（平成2年）12月29日                               |                                                         | 自由民主党                                      |
| 94                                              | 第2次海部改造内閣                                                 | 橋本龍太郎                                            | 1990年（平成2年）12月29日 ‐ 1991年（平成3年）10月14日                              |                                                         | 自由民主党                                      |
| 95                                              | 第2次海部改造内閣                                                 |                                                       | 海部俊樹（兼）                                                                     | 1991年（平成3年）10月14日 ‐ 1991年（平成3年）11月5日    | 自由民主党                                      |
| 96                                              |                                                                   | 羽田孜                                                | 宮澤内閣                                                                           | 1991年（平成3年）11月5日 ‐ 1992年（平成4年）12月12日    | 自由民主党                                      |
| 97                                              |                                                                   | 林義郎                                                | 宮澤改造内閣                                                                       | 1992年（平成4年）12月12日 ‐ 1993年（平成5年）8月9日     | 自由民主党                                      |
| 98                                              |                                                                   | 藤井裕久                                              | 細川内閣                                                                           | 1993年（平成5年）8月9日 ‐ 1994年（平成6年）4月28日      | 新生党                                          |
| -                                               |                                                                   | 羽田孜（臨代）                                        | 羽田内閣                                                                           | 1991年（平成3年）4月28日                                | 新生党                                          |
| 99                                              |                                                                   | 藤井裕久                                              | 羽田内閣                                                                           | 1994年（平成6年）4月28日 ‐ 1994年（平成6年）6月30日     | 新生党                                          |
| 100                                             |                                                                   | 武村正義                                              | 村山内閣 村山改造内閣                                                              | 1994年（平成6年）6月30日 ‐ 1996年（平成8年）1月11日     | 新党さきがけ                                    |
| 101                                             |                                                                   | 久保亘                                                | 第1次橋本内閣                                                                      | 1996年（平成8年）1月11日 ‐ 1996年（平成8年）11月7日     | 参議院日本社会党 → 社会民主党                   |
| 102                                             |                                                                   | 三塚博                                                | 第2次橋本内閣                                                                      | 1996年（平成8年）11月7日 ‐ 1997年（平成9年）9月11日     | 自由民主党                                      |
| 102                                             | 第2次橋本改造内閣                                                 | 三塚博                                                | 1997年（平成9年）9月11日 ‐ 1998年（平成10年）1月28日                               |                                                         | 自由民主党                                      |
| 103                                             | 第2次橋本改造内閣                                                 |                                                       | 橋本龍太郎（兼）                                                                   | 1998年（平成10年）1月28日 ‐ 1998年（平成10年）1月30日   | 自由民主党                                      |
| 104                                             | 第2次橋本改造内閣                                                 |                                                       | 松永光                                                                             | 1998年（平成10年）1月30日 ‐ 1998年（平成10年）7月30日   | 自由民主党                                      |
| 105                                             |                                                                   | 宮澤喜一                                              | 小渕内閣 小渕第1次改造内閣 小渕第2次改造内閣                                       | 1998年（平成10年）7月30日 ‐ 2000年（平成12年）4月5日    | 自由民主党                                      |
| 106                                             | 第1次森内閣                                                       | 宮澤喜一                                              | 2000年（平成12年）4月5日 ‐ 2000年（平成12年）7月4日                                |                                                         | 自由民主党                                      |
| 107                                             | 第2次森内閣 第2次森改造内閣 (中央省庁再編前)                      | 宮澤喜一                                              | 2000年（平成12年）7月4日 ‐ 2001年（平成13年）1月6日                                |                                                         | 自由民主党                                      |

### 財務大臣
- 中央省庁再編後の財務大臣。
- 太字は内閣総理大臣経験者。

| 財務大臣（財務省設置法（平成11年法律第95号）） | 財務大臣（財務省設置法（平成11年法律第95号））                                     | 財務大臣（財務省設置法（平成11年法律第95号）） | 財務大臣（財務省設置法（平成11年法律第95号））                                                    | 財務大臣（財務省設置法（平成11年法律第95号））                                                               | 財務大臣（財務省設置法（平成11年法律第95号）） |
| 代                                             | 画像                                                                               | 氏名                                           | 内閣                                                                                              | 在任期間 | 出身母体等                                     |
| ---------------------------------------------- | ---------------------------------------------------------------------------------- | ---------------------------------------------- | ------------------------------------------------------------------------------------------------- | --- | ---------------------------------------------- |
| 1                                              |                                                                                    | 宮澤喜一                                       | 第2次森改造内閣 (中央省庁再編後)                                                                  | 2001年（平成13年）1月6日 - 2001年（平成13年）4月26日                                                         | 自由民主党                                     |
| 2                                              |                                                                                    | 塩川正十郎                                     | 第1次小泉内閣 第1次小泉第1次改造内閣                                                              | 2001年（平成13年）4月26日 - 2003年（平成15年）9月22日                                                        | 自由民主党                                     |
| 3                                              |                                                                                    | 谷垣禎一                                       | 第1次小泉第2次改造内閣                                                                            | 2003年（平成15年）9月22日 - 2003年（平成15年）11月19日                                                       | 自由民主党                                     |
| 4                                              | 第2次小泉内閣 第2次小泉改造内閣                                                    | 谷垣禎一                                       | 2003年（平成15年）11月19日 - 2005年（平成17年）9月21日                                            | | 自由民主党                                     |
| 5                                              | 第3次小泉内閣 第3次小泉改造内閣                                                    | 谷垣禎一                                       | 2005年（平成17年）9月21日 - 2006年（平成18年）9月26日                                             | | 自由民主党                                     |
| 6                                              |                                                                                    | 尾身幸次                                       | 第1次安倍内閣                                                                                     | 2006年（平成18年）9月26日 - 2007年（平成19年）8月27日                                                        | 自由民主党                                     |
| 7                                              |                                                                                    | 額賀福志郎                                     | 第1次安倍改造内閣                                                                                 | 2007年（平成19年）8月27日 - 2007年（平成19年）9月26日                                                        | 自由民主党                                     |
| 8                                              | 福田康夫内閣                                                                       | 額賀福志郎                                     | 2007年（平成19年）9月26日 - 2008年（平成20年）8月2日                                              | | 自由民主党                                     |
| 9                                              |                                                                                    | 伊吹文明                                       | 福田康夫改造内閣                                                                                  | 2008年（平成20年）8月2日 - 2008年（平成20年）9月24日                                                         | 自由民主党                                     |
| 10                                             |                                                                                    | 中川昭一                                       | 麻生内閣                                                                                          | 2008年（平成20年）9月24日 - 2009年（平成21年）2月17日 内閣府特命担当大臣（金融担当）兼務                     | 自由民主党                                     |
| 11                                             |                                                                                    | 与謝野馨                                       | 麻生内閣                                                                                          | 2009年（平成21年）2月17日 - 2009年（平成21年）9月16日 内閣府特命担当大臣（金融担当、経済財政政策担当）兼務   | 自由民主党                                     |
| 12                                             |                                                                                    | 藤井裕久                                       | 鳩山由紀夫内閣                                                                                    | 2009年（平成21年）9月16日 - 2010年（平成22年）1月7日                                                         | 民主党                                         |
| 13                                             |                                                                                    | 菅直人                                         | 鳩山由紀夫内閣                                                                                    | 2010年（平成22年）1月7日 - 2010年（平成22年）6月8日 副総理、内閣府特命担当大臣（経済財政政策担当）兼務       | 民主党                                         |
| 14                                             |                                                                                    | 野田佳彦                                       | 菅直人内閣 菅直人第1次改造内閣 菅直人第2次改造内閣                                                | 2010年（平成22年）6月8日 - 2011年（平成23年）9月2日                                                          | 民主党                                         |
| 15                                             |                                                                                    | 安住淳                                         | 野田内閣 野田第1次改造内閣 野田第2次改造内閣                                                      | 2011年（平成23年）9月2日 - 2012年（平成24年）10月1日 内閣府特命担当大臣（金融担当）代理兼務：2012年9月10日〜 | 民主党                                         |
| 16                                             |                                                                                    | 城島光力                                       | 野田第3次改造内閣                                                                                 | 2012年（平成24年）10月1日 -2012年（平成24年）12月26日                                                        | 民主党                                         |
| 17                                             |                                                                                    | 麻生太郎                                       | 第2次安倍内閣 第2次安倍改造内閣                                                                   | 2012年（平成24年）12月26日 - 2014年（平成26年）12月24日 副総理、内閣府特命担当大臣（金融担当）兼務           | 自由民主党                                     |
| 18                                             | 第3次安倍内閣 第3次安倍第1次改造内閣 第3次安倍第2次改造内閣 第3次安倍第3次改造内閣 | 麻生太郎                                       | 2014年（平成26年）12月24日 - 2017年（平成29年）11月1日 副総理、内閣府特命担当大臣（金融担当）兼務 | | 自由民主党                                     |
| 19                                             | 第4次安倍内閣 第4次安倍第1次改造内閣 第4次安倍第2次改造内閣                        | 麻生太郎                                       | 2017年（平成29年）11月1日 - 2020年（令和2年）9月16日 副総理、内閣府特命担当大臣（金融担当）兼務   | | 自由民主党                                     |
| 20                                             | 菅義偉内閣                                                                         | 麻生太郎                                       | 2020年（令和2年）9月16日 - 2021年（令和3年）10月4日 副総理、内閣府特命担当大臣（金融担当）兼務    | | 自由民主党                                     |
| 21                                             |                                                                                    | 鈴木俊一                                       | 第1次岸田内閣                                                                                     | 2021年（令和3年）10月4日 - 2021年（令和3年）11月10日 内閣府特命担当大臣（金融担当）兼務                      | 自由民主党                                     |
| 22                                             | 第2次岸田内閣 第2次岸田第1次改造内閣 第2次岸田第2次改造内閣                        | 鈴木俊一                                       | 2021年（令和3年）11月10日 - 2024年（令和6年）10月1日 内閣府特命担当大臣（金融担当）兼務           | | 自由民主党                                     |
| 23                                             |                                                                                    | 加藤勝信                                       | 第1次石破内閣                                                                                     | 2024年（令和6年）10月1日 - 2024年（令和6年）11月11日 内閣府特命担当大臣（金融担当）兼務                      | 自由民主党                                     |
| 24                                             | 第2次石破内閣                                                                      | 加藤勝信                                       | 2024年（令和6年）11月11日 - 現職 内閣府特命担当大臣（金融担当）兼務                               | | 自由民主党                                     |

## 記録
※大蔵大臣及び財務大臣の記録。
| 記録名           | 記録保持者 | 記録の内容          |
| ---------------- | ---------- | ------------------- |
| 連続最長在任記録 | 麻生太郎   | 3205日（8年9か月）  |
| 通算最長在任記録 | 松方正義   | 5302日（14年6か月） |